# NGC 1474
NGC 1474 je galaksija u zviježđu Eridan.

## Vanjske poveznice
- SEDS: NGC 1474